# 快打旋风 (游戏)
《快打旋风》是一款由卡普空公司制作和发行的清版动作类游戏。本作先于1989年在街机发行，后于1990年12月21日在日本地区超级任天堂上发行。本作于1991年9月在北美地区发行。
本作紧接着《街头霸王》而制作。游戏的类型从格斗类转换成清版动作类。游戏的名称也更改为《快打旋风》。
《Fami通》对于本游戏的评分为31/40分。

## 故事情节
1990年，美国城市大都會市（Metro City）社会治安非常混乱，帮派横行。新上任的市长麥克·哈格（Mike Haggar）是专业摔跤冠军出身，决心严打帮派活动。犯罪集团的头目于是绑架了市长的漂亮女儿潔西卡（Jessica），以给市长一个下马威，迫使其向暴力犯罪妥协。哈格市长并没有被吓倒，决心以暴制暴，用武力捍卫正义。在潔西卡的男友科迪（Cody）（打架、武術、短刀高手）和科迪的好友凱（Guy）（日本裔忍者，武神流忍法傳承人）的协力下，他们一举端掉了犯罪团伙，并救出了潔西卡。

## 遊戲模式
该游戏是2D橫向打鬥遊戲的代表作品，打倒一定的敵人方可繼續前行，直至打倒該關的首領為止。这类游戏的节奏较快，操作上手更简单，背景场景更丰富。遊戲的叧一個特色是可取下地上的食物補足體力，更可获取武器（小刀、武士刀、鐵管）打击敵人。而每個角色皆有不同的技能及特性，例如科迪（CODY）能力平均，可持小刀连刺，凱（GUY）力量最弱但擁有很快的攻撃速度。哈格（HAGGAR）力量最強但動作很緩慢。
值得一提的是，该作在开发之初曾以‘街头霸王89’为代号，因美國卡普空分社表示不想要續作類型是清版動作遊戲，將街头霸王89改為現在的街頭快打。後來街頭快打角色也陸續於街头霸王系列參戰並兩者融合。

## 遊戲人物

### 英雄角色
- FINAL FIGHT I

| 角色名字     | 角色漢字                      | 格鬥流派                    | 特殊招式                            | 簡介                                                   |
| CODY TARVERS | 科迪•特拉弗斯 寇迪•特拉维斯   | 喧嘩空手 （武器：小刀）     | ‧連打擊 ‧神風踢                     | 男，嫉惡如仇的大英雄，以喧嘩殺法為主。                 |
| GUY          | 凱 盖 盖伊                    | 武神流忍法 （武器：日本刀） | ‧武神旋風腳 ‧通打 ‧千拳唯打掌       | 男，武神流忍法第39代繼承者。曾消滅多個邪惡組織的忍者。 |
| MIKE HAGGAR  | 迈克•哈格 麦克•哈格 迈克•哈卡 | 摔角 （武器：水管）         | ‧螺旋雙截拳 ‧回轉斧振殺 ‧超螺旋打桩 | 男，美國METRO CITY市長，前任職業摔角手。               |

### MAD GEAR/MADGEAR黑帮邪惡角色
- MAD GEAR美國領導層

| 角色名字            | 角色漢字        | 格鬥流派   | 簡介 |
| HORACE BELGER       | 霍瑞斯•贝尔格   | 弓箭術     | 男，表面是大企業老闆，但其實是MAD GEAR 首領。平時坐在輪椅上，偽裝不良於行。最後被三人打敗，墜樓身亡。 （於MIGHTY Final Fight為生化人） （於Final Fight REVENGE為喪屍，原因不明）      |
| ABIGAIL             | 阿比盖尔        | 暴力+怒火  | 男，天生脾氣火爆，駐守METRO CITY海岸地盤。 於MIGHTY Final Fight意外善於猜謎並自稱是METRO CITY的猜謎王                                                                                 |
| ROLENTO F. SCHUGERG | 罗伦托•F•舒格克 | 軍用格鬥術 | 男，前紅貝雷帽領隊，擁有豐富的軍事經驗，負責駐守METRO CITY 工廠地盤。二代再度登場作為義大利分區頭領。                                                                                 |
| EDI.E               | 艾迪•E          | 警隊訓練   | 男，貪錢警察，加入MAD GEAR作奸犯科。 |
| SODOM               | 索多姆          | 二刀流     | 男，熱愛日本文化的美國人，但日語程度讓人啼笑皆非，組織崩壞後重組名叫「魔奴義亞」的組織（MAD GEAR的日語拼音）。 於MIGHTY Final Fight還有兩個兄弟名為Masamune（正宗）及Murasame（村雨） |
| DAMND               | 达姆德          | 流氓格鬥   | 男，拉斯特法里惡棍，喜歡吹口哨，綁架了市長的女兒潔西卡（JESSICA），駐守METRO CITY貧民區。                                                                                             |

- MAD GEAR高手

| 角色名字                 | 角色漢字               | 格鬥流派        | 簡介 |
| ANDORE                   | 安德雷                 | 德式摔角        | 男，德國人，安德雷（ANDORE）家族成員之一，其餘成員為ANDORE Jr.、FATHER ANDORE、GRANDFATHER ANDORE及UNCLE ANDORE。（FATHER ANDORE, GRANDFATHER ANDORE和UNCLE ANDORE只出現於第三關的鐵籠戰） 三代則成為SKULL CROSS中的打手。 （HUGO作為ANDORE家族於Street Fighter III為可使用角色） |
| POISON                   | 猛毒                   | 特技+鞭法       | 女，美國人，擅用多種道具（手拷、皮鞭），招式如貓般靈敏，對CODY有好感，現為HUGO職業摔角經理人。一代為雜兵，MAD GEAR失敗後銷聲匿跡。此角色的性別一直備受爭議，因當時一代遊戲推出時嚴止虐打女性，因此製作人安田朗把角色改為變性人，美版更把模組改為男同志Sid及Billy。於Street X Tekken推出時，曾訪問遊戲製作人小野義德，POISON於日版定位為男扮女装的男性，美版則定位為做了变性手术成为女性的原男性。 （於Final Fight REVENGE、Street Fighter X Tekken及Ultra Street Fighter IV為可使用角色，Street Fighter III及SVC則作為 HUGO的支援） |
| Roxy                     | 罗克西                 | 特技            | 女，POISON的同模組角色。 |
| EL GADO                  | 艾尔•卡多              | 飛刀術+雙蝎尾拳 | 男，阿拉伯軍人，由ROLENTO親自訓練的親從。 （於Final Fight REVENGE為可使用角色，Street Fighter ZERO 3則作為 ROLENTO的支援） |
| Holly Wood               | 霍利•伍德              | 飛刀術+投擲火瓶 | 男，EL GADO的同模組角色，ROLENTO麾下親從之一。 |
| AXL                      | 艾克賽尔               | 街頭格鬥術      | 男，防禦力、打擊力極高的惡漢，ROLENTO手下，角色原型為美國加州搖滾樂團Guns N' Roses的成員AXL ROSE。 於（Street Fighter ZERO 2&3 GUY的場地登場） |
| Slash                    | 斬擊                   | 街頭格鬥術      | 男，AXL的同模組角色，ROLENTO手下，角色原型為美國加州搖滾樂團Guns N' Roses的成員SAUL HUDSON。 |
| J                        | -                      | -               | 男，MAD GEAR嘍囉，身穿生化圖案的鬆身大衣。 （於Street Fighter ZERO 2 GUY的場地登場） |
| TWO. P                   | -                      | -               | 男，J的同模組角色，MAD GEAR嘍囉，身穿龍形圖案的鬆身大衣。 （於Final Fight STREETWISE中以2III身份登場） |
| BRED                     | 布雷德                 | -               | 男，MAD GEAR下級嘍囉，汽車遭破壞。 （於Super Street Fighter IV 使用CODY及GUY進行汽車Bonus Game勝利後登場，並哭叫"Oh, My car!"） |
| Simons                   | 西蒙斯                 | -               | 男，MAD GEAR下級嘍囉，BRED的同模組角色。 |
| Jake                     | 杰克                   | -               | 男，MAD GEAR下級嘍囉，BRED的同模組角色。 |
| Dug                      | 达格                   | -               | 男，MAD GEAR下級嘍囉，BRED的同模組角色。 |
| WONG WHO                 | 王虎                   | 鐵頭功          | 男，中國人，MAD GEAR打手，擅長作頭部儲力攻擊。 |
| G. Oriber/ Graham Oriber | G.奥里伯/葛拉漢.奥里伯 | 鐵頭功          | 男，阿拉伯人，WONG WHO的同模組角色。 |
| Bill Bull                | 比尔•布尔              | 鐵頭功          | 男，墨西哥人，WONG WHO的同模組角色。 |

### 其他
| 角色名字       | 角色漢字    | 簡介                                           |
| Jessica HAGGAR | 潔西卡•哈格 | 哈格市長（Mayor Haggar）的女兒及Cody的女朋友。 |